# John Brown Lake
John Brown Lake är en sjö i Kanada.   Den ligger i provinsen British Columbia, i den sydvästra delen av landet, 3 700 km väster om huvudstaden Ottawa. John Brown Lake ligger 1 050 meter över havet. Den ligger vid sjön Moat Lake.
I omgivningarna runt John Brown Lake växer i huvudsak barrskog. Runt John Brown Lake är det glesbefolkat, med 14 invånare per kvadratkilometer.